# رویه مربعی
در هندسهٔ تحلیلی، رویه‌های درجهٔ دوم در فضای سه‌بعدی دسته‌ای از رویه‌ها هستند که به این صورت تعریف می‌شوند: مکان هندسی همهٔ نقاطی مانند {\displaystyle P=(x,y,z)} که در معادلهٔ {\displaystyle F(x,y,z)=0} صدق کنند که {\displaystyle F} یک تابع درجهٔ دو است.
به عنوان مثال کُره یک رویهٔ درجه دو است؛ زیرا معادلهٔ استاندارد کره یک معادلهٔ درجه دو است: {\displaystyle x^{2}+y^{2}+z^{2}=r^{2}}
به‌طور کلّی‌تر، ابررویه‌های درجه دو در فضای {\displaystyle \mathbb {R} ^{n}} دسته‌ای از ابررویه‌های {\displaystyle n-1}-بعدی هستند که به این صورت تعریف می‌شوند: مجموعهٔ همهٔ نقاطی مانند {\displaystyle P=(x_{1},x_{2},\dots ,x_{n})} که در معادلهٔ {\displaystyle F(x_{1},x_{2},\dots ,x_{n})=0} صدق کنند که {\displaystyle F} یک تابع درجهٔ دو است.
در نتیجه می‌توان مقاطع مخروطی را حالت خاصی از رویه‌های درجه دو (حالت {\displaystyle n=2}) دانست. البتّه در فضای دوبعدی به جای «رویه» باید از اصطلاح «خم» استفاده کرد.

## در سه بعد
در فضای سه‌بعدی، رویه‌های درجه دو به شاخه‌های زیر تقسیم می‌شود:
| بیضی‌گون           | {\displaystyle {x^{2} \over a^{2}}+{y^{2} \over b^{2}}+{z^{2} \over c^{2}}=1\,}  |  |
| سهمی‌گون بیضوی     | {\displaystyle {x^{2} \over a^{2}}+{y^{2} \over b^{2}}={z \over c}\,}            |  |
| سهمی‌گون هذلولوی   | {\displaystyle {x^{2} \over a^{2}}-{y^{2} \over b^{2}}={z \over c},\quad c>0\,}  |  |
| هذلولی‌گون یکپارچه | {\displaystyle {x^{2} \over a^{2}}+{y^{2} \over b^{2}}-{z^{2} \over c^{2}}=1\,}  |  |
| هذلولی‌گون دوپارچه | {\displaystyle {x^{2} \over a^{2}}+{y^{2} \over b^{2}}-{z^{2} \over c^{2}}=-1\,} |  |

| حالات حدّی یا تبهگنی | حالات حدّی یا تبهگنی                                                             | حالات حدّی یا تبهگنی |
| ------------------- | ------------------------------------------------------------------------------- | ------------------- |
| مخروط بیضوی         | {\displaystyle {x^{2} \over a^{2}}+{y^{2} \over b^{2}}-{z^{2} \over c^{2}}=0\,} |                     |
| استوانهٔ بیضوی       | {\displaystyle {x^{2} \over a^{2}}+{y^{2} \over b^{2}}=1\,}                     |                     |
| استوانهٔ هذلولوی     | {\displaystyle {x^{2} \over a^{2}}-{y^{2} \over b^{2}}=1\,}                     |                     |
| استوانهٔ سهموی       | {\displaystyle x^{2}+2ay=0\,}                                                   |                     |

وقتی که دو یا هر سه ثابت ({\displaystyle a} و {\displaystyle b} و {\displaystyle c}) با یکدیگر برابر باشند، رویهٔ درجه دو دورانی به دست می‌آید:
| حالات خاص: رویهٔ دورانی   | حالات خاص: رویهٔ دورانی                                                           | حالات خاص: رویهٔ دورانی |
| ------------------------ | -------------------------------------------------------------------------------- | ---------------------- |
| کره‌گون                   | {\displaystyle {x^{2} \over a^{2}}+{y^{2} \over a^{2}}+{z^{2} \over b^{2}}=1\,}  |                        |
| کره                      | {\displaystyle x^{2}+y^{2}+z^{2}=r^{2}\,}                                        |                        |
| سهمی‌گون دایروی           | {\displaystyle {x^{2} \over a^{2}}+{y^{2} \over a^{2}}-z=0\,}                    |                        |
| هذلولی‌گون دورانی یکپارچه | {\displaystyle {x^{2} \over a^{2}}+{y^{2} \over a^{2}}-{z^{2} \over b^{2}}=1\,}  |                        |
| هذلولی‌گون دورانی دوپارچه | {\displaystyle {x^{2} \over a^{2}}+{y^{2} \over a^{2}}-{z^{2} \over b^{2}}=-1\,} |                        |
| سطح مخروطی               | {\displaystyle {x^{2} \over a^{2}}+{y^{2} \over a^{2}}-{z^{2} \over b^{2}}=0\,}  |                        |
| استوانه (دایروی)         | {\displaystyle {x^{2} \over a^{2}}+{y^{2} \over a^{2}}=1\,}                      |                        |